# 김만덕기념관
김만덕기념관은 제주특별자치도 제주시에 있는 박물관이다.

## 연혁
- 2015년 5월 29일 개관.